# Veda i Mörtsal
Veda i Mörtsal – miejscowość (småort) w Szwecji w gminie Härnösand w regionie Västernorrland. Około 50 mieszkańców.